# Alexander Holzbach
Alexander Holzbach SAC (* 1954 im Westerwald) ist ein deutscher Pallottinerpater.

## Leben
Nach dem Abitur in Rheinbach absolvierte er das Noviziat in Untermerzbach und studierte Theologie in Vallendar. 1987 wirkte er in Redaktion der Zeitschrift „das zeichen“ in Limburg. 1991 wurde er Chefredakteur von „das zeichen“ und wirkte ab 1996 in der Redaktion von „Pallottis Werk“. Er war ab 2005 Rektor des Missionshauses der Pallottiner in Limburg und ist seit 2017 Rektor des Pallotti-Hauses in Friedberg (Bayern).

## Schriften (Auswahl)
- Vinzenz Pallotti. Ein Lebensbild . Friedberg 1999, ISBN 3-87614-062-5.
- Pater Richard Henkes SAC. Lebensbild eines Seligen. Friedberg 2019, ISBN 3-87614-086-2.
- Einer muss da sein .... Impulse von und zum seligen Pater Richard Henkes. Friedberg 2019, ISBN 3-87614-116-8.
- Pallottinerkirche St. Marien Limburg an der Lahn. Regensburg 2022, ISBN 978-3-7954-7212-2.